# Hypsochila huemul
Hypsochila huemul är en fjärilsart som beskrevs av Peña 1964. Hypsochila huemul ingår i släktet Hypsochila och familjen vitfjärilar. Inga underarter finns listade i Catalogue of Life.